# Оазисамерика

Культурні райони Оазисамерики (бл. 1350 р.)

Оазисамерика (англ. Oasisamerica) — культурний регіон Північної Америки доколумбової епохи. Простягається від сучасного штату Юта до південної частини мексиканського штату Чіуауа і від узбережжя Каліфорнійської затоки (штат Сонора) до долини Ріо-Гранде.
Термін використовується, насамперед, мексиканськими антропологами.

## Культури
На відміну від сусідів — кочових народів Арідоамерики — народи Оазисамерики були переважно землеробськими.
У доколумбову епоху на території Оазисамерики сформувалося декілька культур: анасазі (стародавні пуебло), хохокам, могольйон, фремонт, патайян.

### Анасазі
Анасазі (або стародавні пуебло) — доісторична індіанська культура, яка існувала на території сучасного південного заходу США, відомого як Чотири Кути, тобто району де сходяться кордони відразу чотирьох штатів: Колорадо, Юта, Аризона, Нью-Мексико. Культура анасазі характеризується власним стилем кераміки і спорудження житла. Анасазі вважають предками сучасних пуебло.

### Хохокам
Хохокам — доколумбового археологічна культура, що існувала на південно-заході сучасних США (пустеля Сонора) і частково на території сучасної Мексики.

### Могольйон
Могольйон — історична культура сучасних південного-сходу США та півночі Мексики.

### Фремонтська культура
Фремонтська культура — доколумбова археологічна культура, що охоплює значну частину сучасного штату Юта.

### Патайян
Патайян — археологічна культура, що існувала в період 700—1550 рр. на території сучасних штатів Аризона і Каліфорнія (США) та Баха-Каліфорнія (Мексика).